# Obergrützenbach
Obergrützenbach ist ein Ortsteil von Marialinden in der Stadt Overath im Rheinisch-Bergischen Kreis in Nordrhein-Westfalen, Deutschland.

## Lage und Beschreibung
Der Weiler Obergrützenbach findet sich zwischen der Kreisstraße 37 und dem Naafbach, der hier zum Teil die Grenze zum Rhein-Sieg-Kreis bildet. Die nächsten Ortslagen sind Oderscheiderberg, Krampenhöhe und Niedergrützenbach. Naturräumlich gehört die Gegend zum Marialinder Riedelland. Das Feuchtgebiet enthält eine besondere Pflanzen- und Tierwelt. Der mäandrierende Naafbach entspringt zwei Quellgebieten im Waldgebiet des Heckbergs und wird neben kleineren Bächen auch von einer Reihe unterirdischer Quellen gespeist. Das Naafbachtal steht weitgehend unter Naturschutz.

## Geschichte
Der in frühen Urkunden erwähnte Name Pilegrinus de Gruzzenberg lässt darauf schließen, dass Ober- und Niedergrützenbach ursprünglich zu einem Hof gehörten und der eine ein Abspliss des anderen ist. Der Ort wurde erstmals im 13. Jahrhundert als Gruzzenbach urkundlich erwähnt. Das Bestimmungswort Grütze geht vermutlich nicht auf Grütze, sondern auf Grieß oder Kies zurück.
Die Topographia Ducatus Montani des Erich Philipp Ploennies, Blatt Amt Steinbach, belegt, dass der Wohnplatz bereits 1715 vier Hofstellen besaß, die als Grüzemig beschriftet sind. Carl Friedrich von Wiebeking benennt die Hofschaft auf seiner Charte des Herzogthums Berg 1789 als Grüzenbach. Aus ihr geht hervor, dass der Ort zu dieser Zeit Teil der Honschaft Oderscheid im Kirchspiel Overath war.
Der Ort ist auf der Topographischen Aufnahme der Rheinlande von 1825 als Ober Grützemich verzeichnet. Die Preußische Uraufnahme von 1845 zeigt den Wohnplatz unter dem Namen Obergoetzenbach. Ab der Preußischen Neuaufnahme von 1892 ist der Ort auf Messtischblättern regelmäßig als Ober Grützenbach bzw. Obergrützenbach verzeichnet.
1822 lebten 24 Menschen im als Hof kategorisierten Ort Gründemig, der nach dem Zusammenbruch der napoleonischen Administration und deren Ablösung zur Bürgermeisterei Overath im Kreis Mülheim am Rhein gehörte. Hierbei wird nicht zwischen Ober- und Niedergrützenbach unterschieden. Für das Jahr 1830 werden für Ober- und Niedergrützenbach zusammen 86 Einwohner angegeben, der Name für den oberen Teilort lautet dabei Ober-Grötzemig. Der 1845 laut der Uebersicht des Regierungs-Bezirks Cöln als Weiler kategorisierte und als Ober-Grötzenbach bezeichnete Ort besaß zu dieser Zeit neun Wohngebäude mit 59 Einwohnern, alle katholischen Bekenntnisses. Die Gemeinde- und Gutbezirksstatistik der Rheinprovinz führt Obergrützenbach 1871 mit 14 Wohnhäusern und 63 Einwohnern auf. Im Gemeindelexikon für die Provinz Rheinland von 1888 werden für Ober Grützenbach 14 Wohnhäuser mit 68 Einwohnern angegeben. 1895 besitzt der Ort elf Wohnhäuser mit 57 Einwohnern und gehörte konfessionell zum katholischen Kirchspiel Marialinden, 1905 werden zehn Wohnhäuser und 58 Einwohner angegeben.

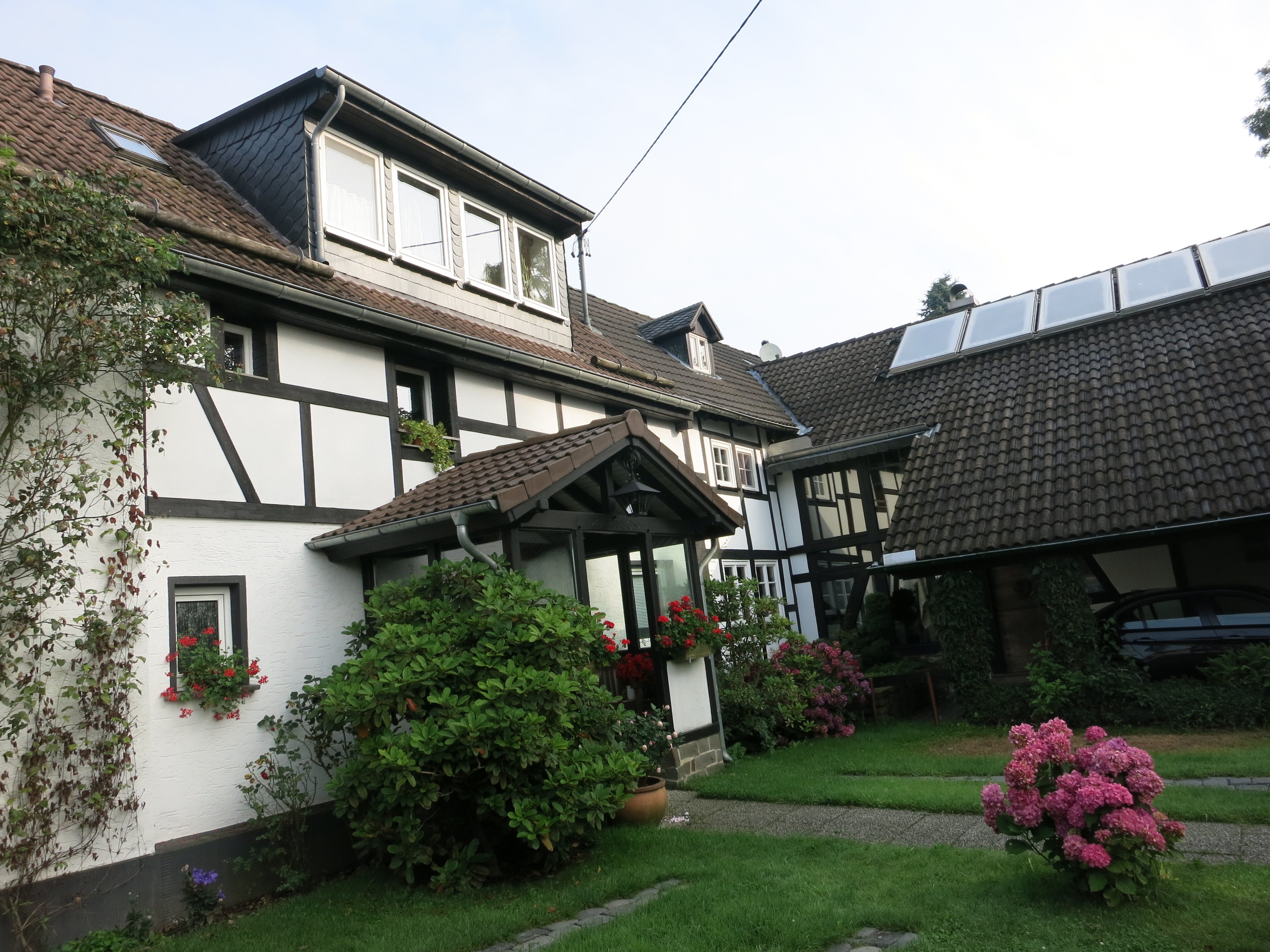
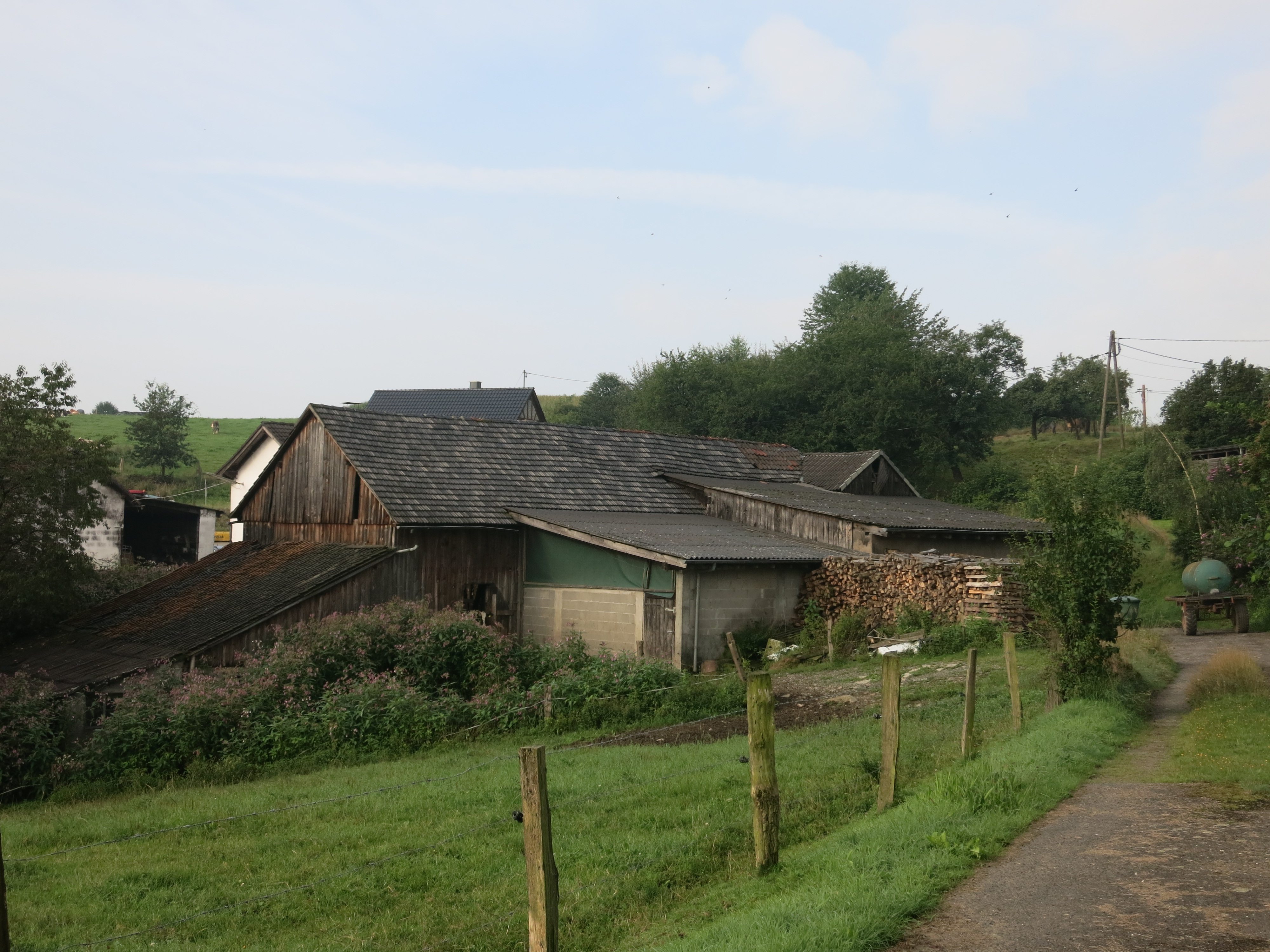
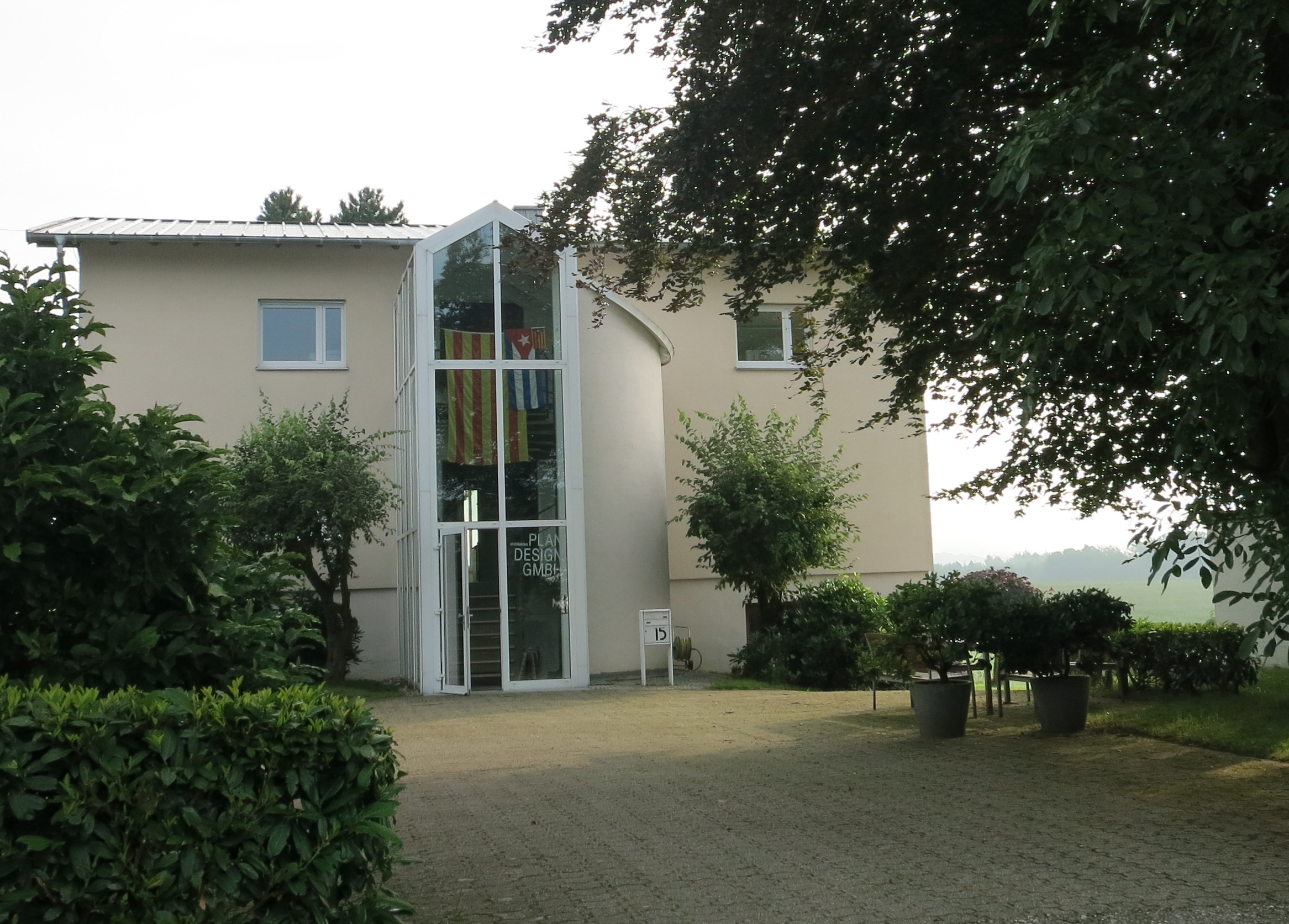
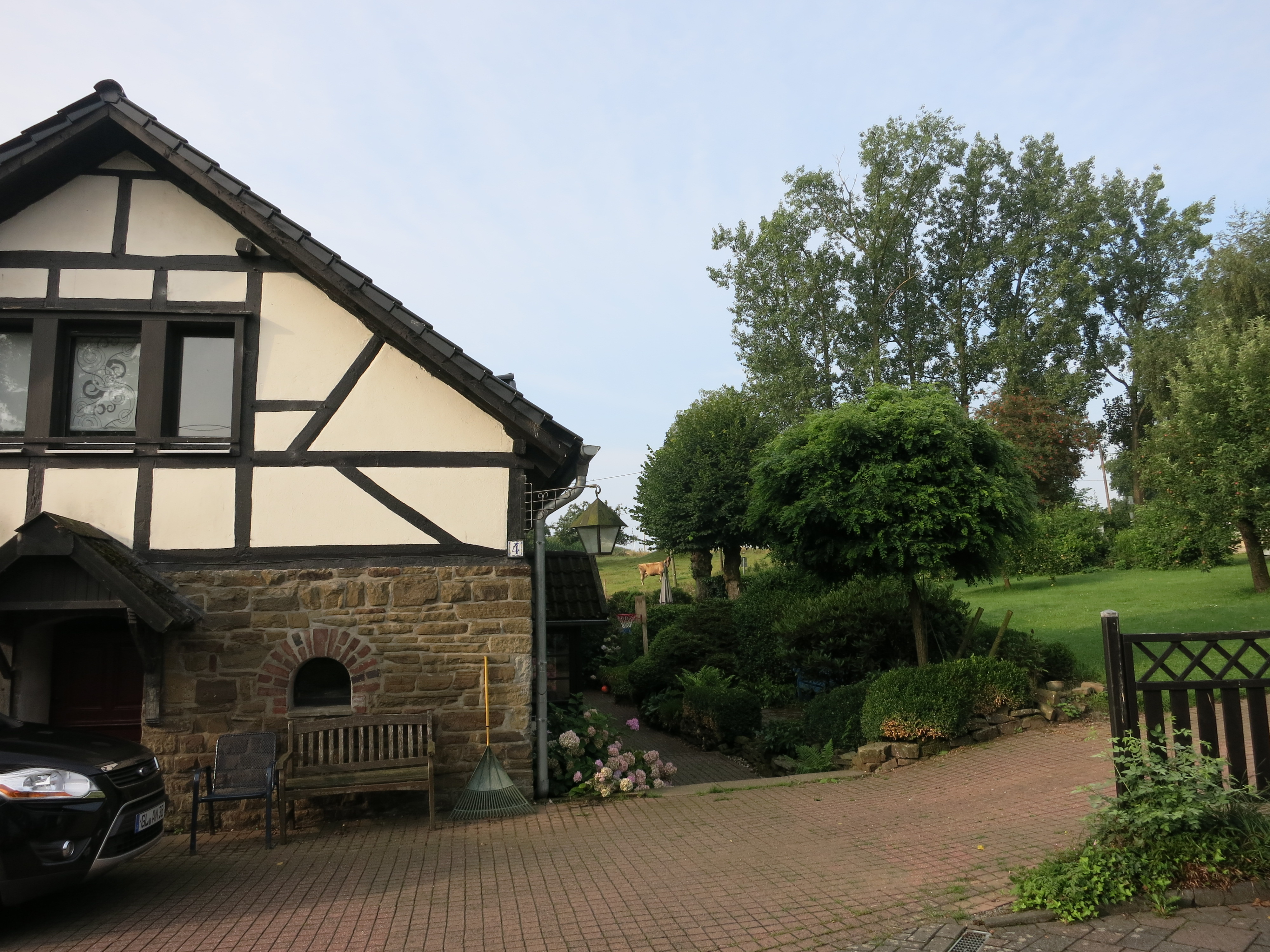